# Albert-Ernest Carrier-Belleuse
Pour les articles homonymes, voir Carrier-Belleuse (homonymie), Carrier (homonymie) et Belleuse.

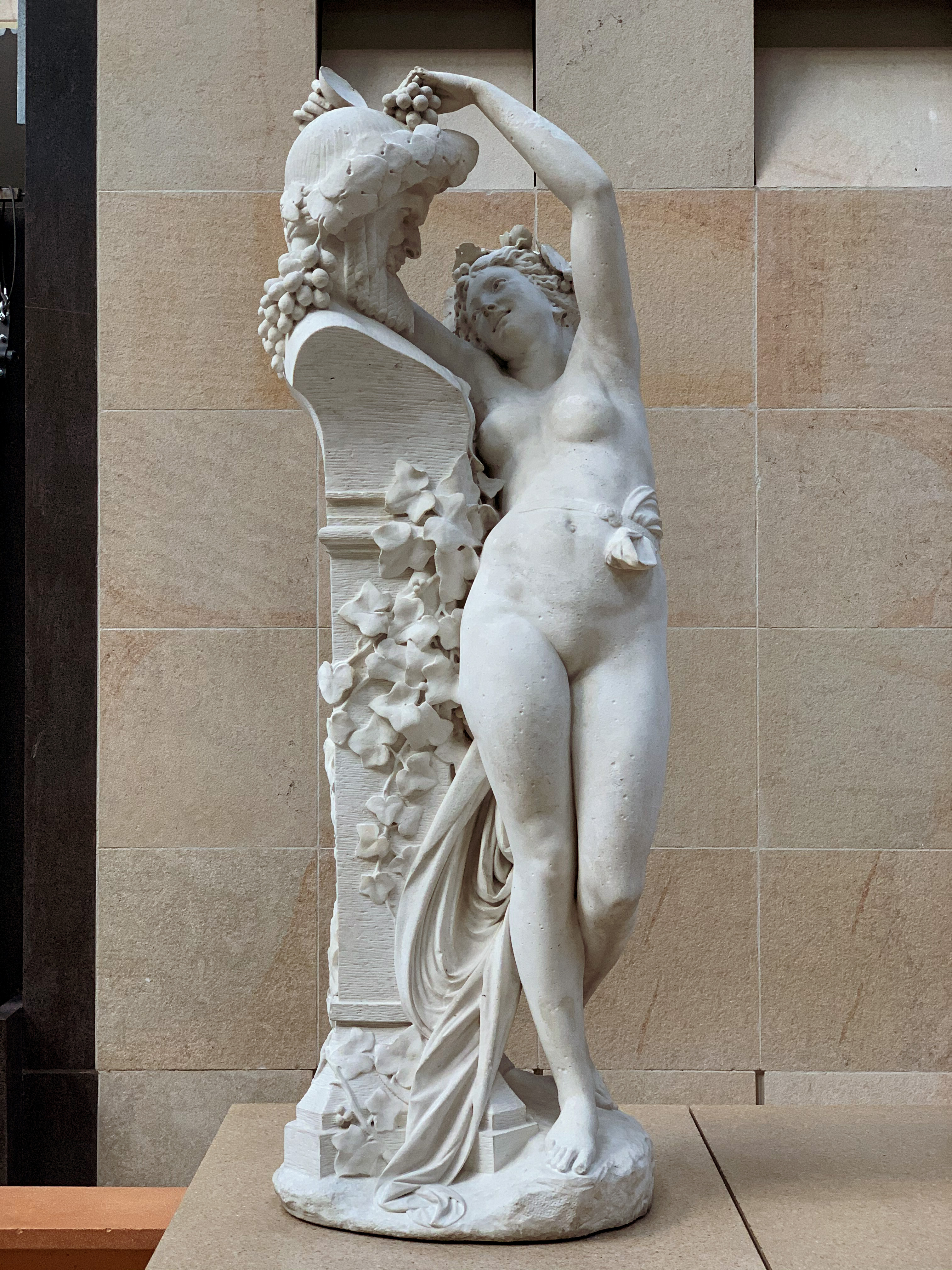
La Bacchante (1863), marbre, Paris, musée d'Orsay.

Albert-Ernest Carrier de Belleuse dit Carrier-Belleuse, né à Anizy-le-Château (Aisne) le 12 juin 1824 et mort à Sèvres le 3 juin 1887, est un sculpteur français.
Il fut l'un des artistes les plus prolifiques du siècle et connut les plus grands succès sous le Second Empire, bénéficiant du soutien personnel de Napoléon III. Son œuvre a été grandement influencée par le style de la Renaissance italienne et par celui du XVIIIe siècle, qu’il contribua à remettre au goût du jour.
Carrier-Belleuse a fortement contribué à l’amélioration des arts décoratifs et industriels. De son atelier no 15 rue de la Tour d'Auvergne à Paris dans lequel ont travaillé un grand nombre d’artistes parmi lesquels figure Auguste Rodin, est sortie une quantité prodigieuse de statuettes décoratives.
Carrier-Belleuse fut, vers la fin de sa vie, directeur des travaux d’art de la Manufacture de Sèvres. Son passage fut marqué par le renouvellement des collections et la modernisation du style.
Ses fils Louis Robert et Pierre Carrier-Belleuse se sont également illustrés dans le domaine des arts.

## Biographie

### Les débuts (1824-1855)
Fils de Louis-Joseph-François Carrier de Belleuse, notaire, et de Louise-Françoise-Eulalie Eudelinne, Albert-Ernest Carrier de Belleuse nait le 12 juin 1824 à Anizy-le-Château, dans l’Aisne. Son père disparaît en 1834, laissant la famille dans une situation précaire. Les frères François et Étienne Arago, cousins de la famille, prennent alors en charge son éducation. En 1837, le jeune Carrier-Belleuse entre en apprentissage dans l’atelier du ciseleur Bauchery. Il est admis peu après chez l'orfèvre Jacques Henri Fauconnier (1776-1839).
Par l'entremise de François Arago, il fait la rencontre du sculpteur David d'Angers qui lui facilite l’admission à l’École des Beaux-Arts. Carrier-Belleuse y entre le 1er avril 1840. Remarqué pour son habileté par les grandes maisons de bronze de Paris comme Barbedienne et Denière, il ne tarde pas à recevoir de nombreuses commandes de modèles pour des candélabres, des pendules, des garnitures de cheminées, etc. 
En 1848, probablement à l’initiative de François Arago, président de la « commission exécutive » (Gouvernement provisoire), Carrier-Belleuse reçoit sa première commande publique pour une petite statue de Mademoiselle Rachel chantant La Marseillaise. C’est à cette même époque que commence sa liaison avec Anne-Louise Adnot (1821-1903), aquarelliste, veuve de Baudesson marchand de tableaux, qu’il épouse le 9 juillet 1851 à Marylebone (Londres). La même année, il participe pour la première fois au Salon des artistes français, où il présente deux médaillons de bronze.
De 1851 à 1855, Carrier-Belleuse séjourne en Angleterre, à Stoke-on-Trent où il exerce la fonction de directeur de l'école de modelage et de dessin de la maison Mintons, grande manufacture de porcelaine.

### La carrière
De retour en France, il s’installe à Paris dans un vaste atelier situé au 15 rue de la Tour d’Auvergne. À partir de 1857, il fait des envois réguliers au Salon et connaît la notoriété grâce au succès de grands marbres, comme la Bacchante exposée au Salon de 1863, et acquise par Napoléon III, Angelica (1866) ou encore Hébé endormie (1869). Au Salon de 1867, son groupe intitulé Le Messie, qui représente la Vierge soutenant au-dessus de sa tête l’Enfant-Jésus, lui vaut la médaille d’honneur de la sculpture. Il est acquis par l’État pour orner la chapelle de la Vierge en l’église Saint-Vincent-de-Paul.
Carrier-Belleuse acquiert en parallèle une grande renommée pour ses bustes de terre cuite qui, à bien des égards, rappellent ceux des artistes du XVIIIe siècle. Il exécute les portraits d’un grand nombre de célébrités de son temps et comme l’écrit Émile Langlade dans la notice qu’il consacre au sculpteur : « On peut dire que toute la haute société artistique, littéraire, politique et mondaine du Second Empire et de la IIIe république est venue poser dans l’atelier de la Rue de la Tour d’Auvergne » ».
Il réalise ainsi, entre autres, les bustes de Napoléon III, Renan, Thiers, Grévy, Arago, Marguerite Bellanger, Théophile Gautier, Honoré Daumier, Delacroix, Hortense Schneider, Sophie Croizette, Aimée Desclée. Il modèle également de nombreux bustes fantaisies d'inspiration mythologique et une série de portraits qui représentent de grandes figures historiques et artistiques comme Marie Stuart, Shakespeare ou encore Mozart.
Carrier-Belleuse s’est beaucoup consacré à la sculpture décorative. Il contribua aux décors de nombreux bâtiments importants. On lui doit notamment les cariatides du théâtre de la Renaissance, le fronton qui surmonte l’entrée principale de la Banque de France, les plafonds en stuc des pavillons Lesdiguières et La Trémoïlle au palais du Louvre, la frise du Palais de la Bourse de Bruxelles, ou encore la décoration de l’hôtel de la Païva à Paris. Il reçoit également des commandes d’État pour des monuments : celui de Jean-Jacques Rousseau à Montmorency, d’Alexandre Dumas, à Villers-Cotterêts, de Masséna à Nice (Statue de Masséna). Il réalise à l'étranger, la statue équestre de Michel le brave à Bucarest et le tombeau de José de San Martín à Buenos Aires. Il s'est adapté aux modes de production et de commercialisation de son époque, travaillant pour les orfèvres Froment-Meurice ou Christofle,et multipliant les œuvres d'édition.

Carrier-Belleuse a fait partie du comité de la Société Nationale des Beaux Arts dès 1861.

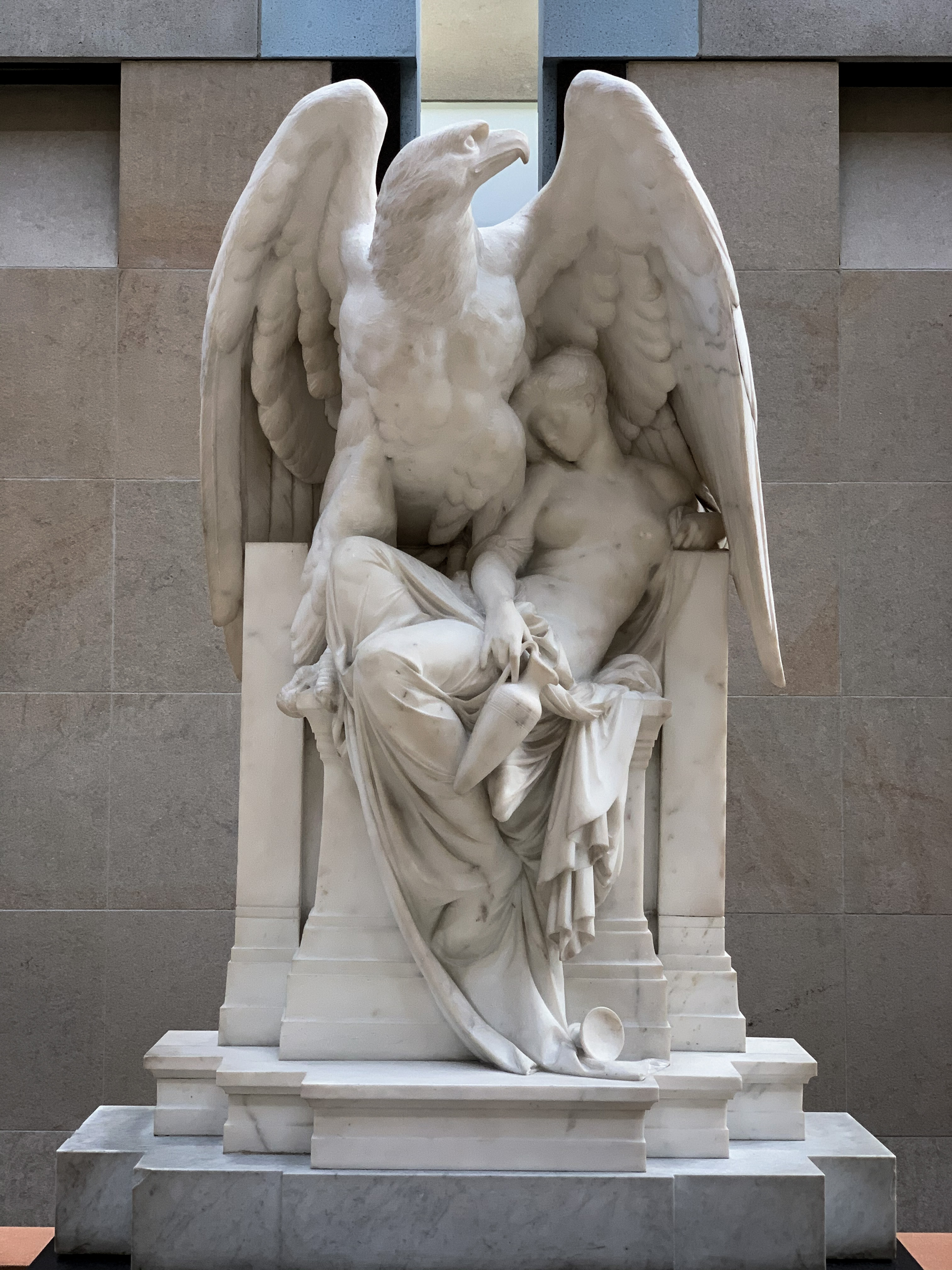
Hébé endormie (1869), marbre, Paris, musée d'Orsay.

En 1873, Carrier-Belleuse participe au chantier de l’opéra de Paris dirigé par son ami Charles Garnier. Il réalise les deux torchères monumentales qui flanquent le grand escalier, dans le hall principal et les cariatides de la cheminée du grand foyer.

#### Directeur des travaux d'art de la Manufacture de Sèvres (1875-1887) et décès

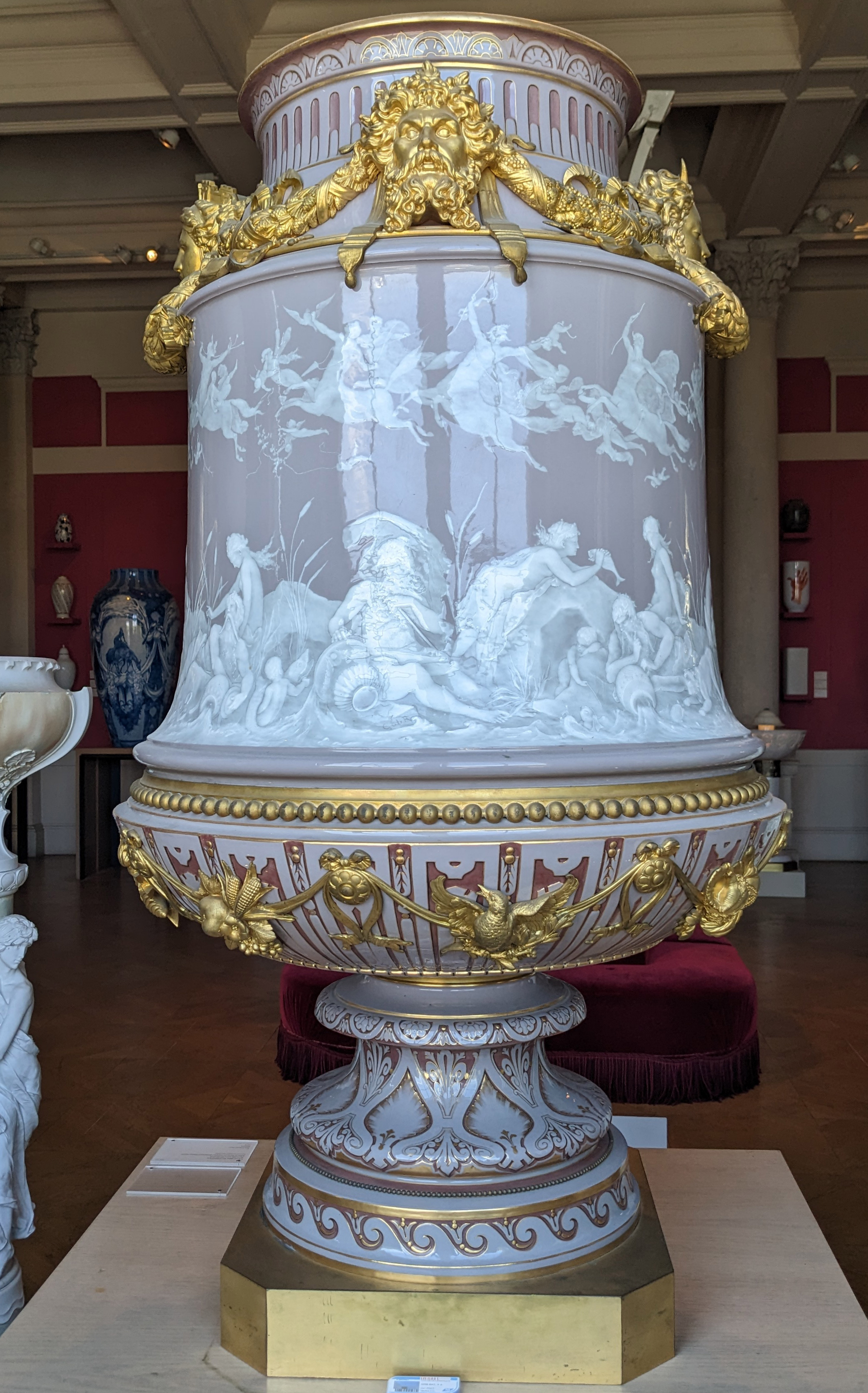
Vase des Eléments (1878), Manufacture de Sèvres, Musée national de Céramique.

En 1875, Carrier-Belleuse est nommé directeur des travaux d’art de la Manufacture de Sèvres. Il y imprime une impulsion toute moderne qui se manifeste par la création d’une gamme complète de vases. Les formes nouvelles imaginées par le sculpteur comme celles du vase Saïgon, du vase Fizen ou encore du vase de Mycène rencontrent un vif succès aux expositions de l’Union centrale des arts décoratif de 1884.
Dans le domaine de la statuaire, Carrier-Belleuse présente quelques figures nouvelle éditées en biscuit : une Minerve, un buste de la République et un surtout de table Le Retour des chasses.
Carrier-Belleuse meurt à 62 ans, à Sèvres, à la manufacture, le 3 juin 1887. Il est inhumé au cimetière de Saint-Germain-en-Laye.

### Le maître d'Auguste Rodin
Carrier-Belleuse a employé et formé dans son atelier de la rue de la Tour d’Auvergne de nombreux jeunes artistes de talent parmi lesquels on peut citer Alexandre Falguière, Jules Desbois, Eugène Delaplanche, Jules Dalou ou encore Joseph Chéret ; mais il est surtout connu pour avoir été le « maître » d’Auguste Rodin qui entre comme praticien dans son atelier en 1864. Le jeune sculpteur accompagne Carrier-Belleuse au chantier de la Bourse de Belgique en 1871 et entre, plus tard, en 1878, comme décorateur sur porcelaine à la manufacture de Sèvres. L’influence de Carrier-Belleuse sur son élève — son goût, en particulier, pour l'art du XVIIIe siècle — se remarque particulièrement dans les œuvres de jeunesse de Rodin comme la Jeune fille au chapeau fleuri.
L'œuvre la plus emblématique issue de la collaboration de Carrier-Belleuse avec Rodin est sans doute le Piédestal des Titans, dont on peut voir un exemplaire à Paris au musée Rodin, conçu par Carrier-Belleuse et exécuté par Rodin mais signé du seul nom du maître selon l’usage de l’époque. Rodin réalise en 1882 un buste de Carrier-Belleuse en terre cuite, qu’il expose au Salon la même année et dont l’original se trouve aujourd’hui à Stanford au Cantor Arts Center.

Œuvres d'Auguste Rodin
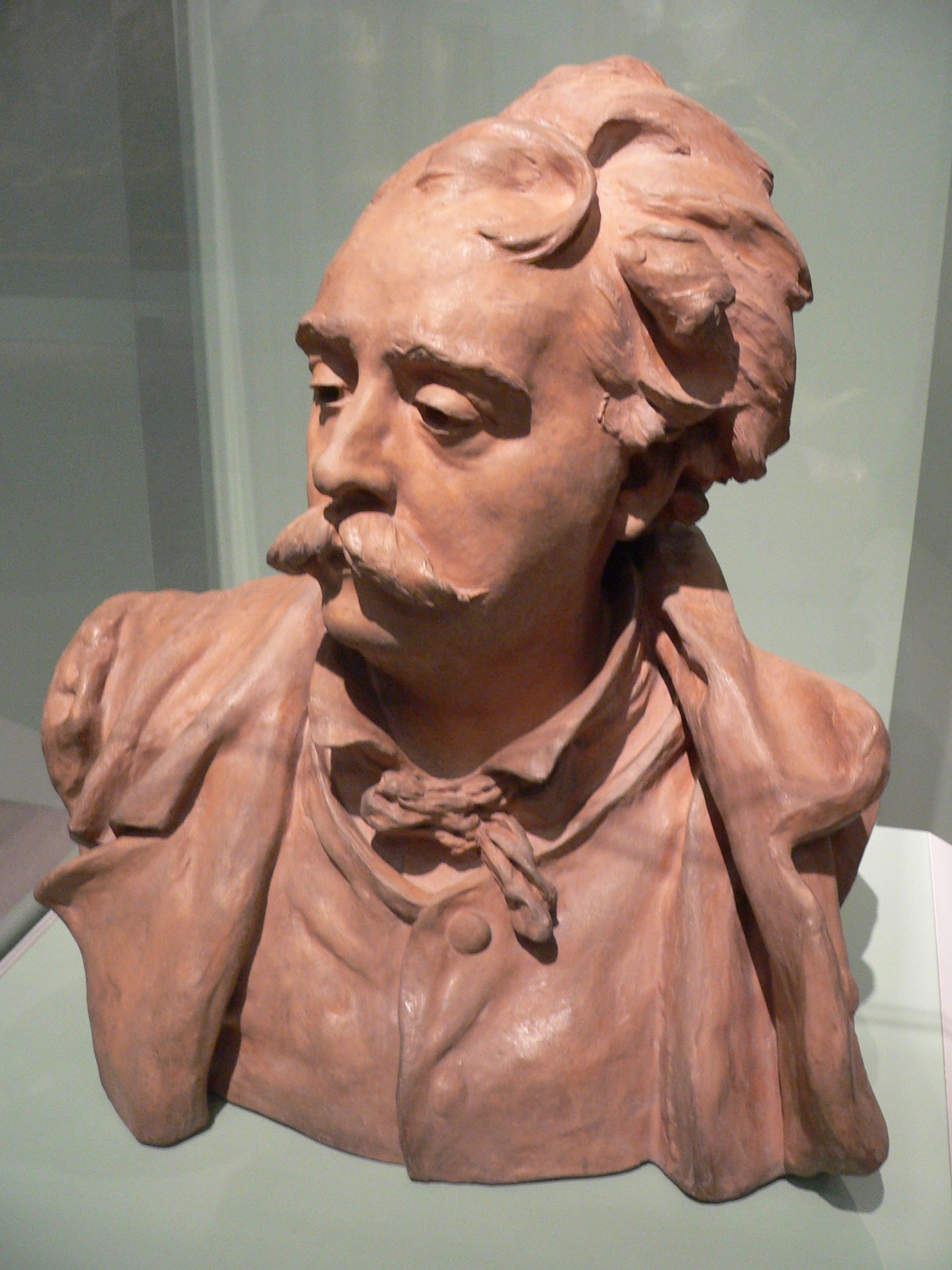
Buste de Carrier-Belleuse (1882), terre cuite, Stanford, Cantor Arts Center.
Piédestal des Titans (vers 1878), céramique émaillée, Cleveland Museum of Art.

## Réception critique

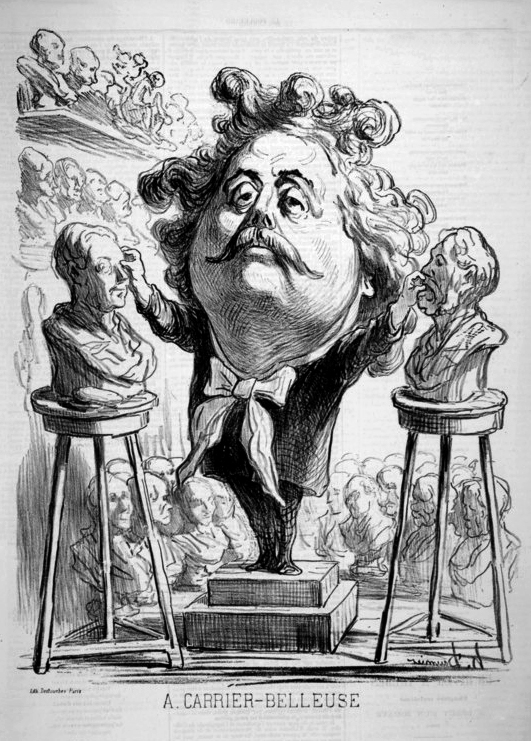
Honoré Daumier, Portrait-Charge de Carrier-Belleuse, paru en 1863 dans Le Boulevard no 21.

La grande rapidité d’exécution, la prolixité et la facilité d’imagination de Carrier-Belleuse furent à la fois admirées et moquées par ses contemporains. Ainsi, Honoré Daumier, ami du sculpteur le représente dans un portrait charge publié dans Le Boulevard du 24 mai 1863, sculptant deux bustes à la fois dans un atelier.
Sévèrement critiqué par les frères Goncourt dans leur Journal, lorsqu'ils décrivent l'hôtel de la Païva : « Saint-Victor vante le talent du banal sculpteur de cela, de Carrier-Belleuse, ce pacotilleur du XIXe siècle, ce copieur de Clodion. », son œuvre fut cependant très apprécié de critiques comme Baudelaire ou Théophile Gautier.
Selon Auguste Rodin, « Carrier-Belleuse avait quelque chose du beau sang du XVIIIe siècle ; il y avait du Clodion en lui ; ses esquisses étaient admirables ; à l’exécution, cela se refroidissait ; mais l’artiste avait une grande valeur réelle. ».
Pour le critique d'art Gustave Coquiot, « Ce Carrier-Belleuse était un sculpteur qui ne faisait que du chic ; mais il avait un goût très fin, très artiste, et il était, lui aussi, d’une habileté invraisemblable. C’était un type très allural, l’air d’un d’Artagnan. Ses ouvriers, il en occupait bien une vingtaine, copiaient à l’envi ses manières et son pantalon à vis, son chapeau vaste et ses souliers à boucles. Mais l’argent l’entraînait ; aussi, il inondait le Marais de statuettes et de dessus de pendules ».

## Descendance

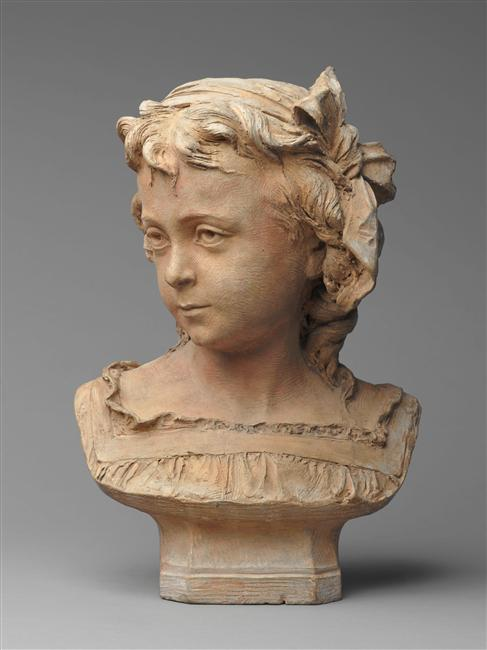
Marie Carrier-Belleuse enfant (1859), buste en terre cuite, Paris, musée d'Orsay.

Albert Carrier-Belleuse eut de son épouse Louise-Anne Adnot (1821-1903), une postérité nombreuse :
- Suzanne (1847-1926) qui épousa le professeur Benjamin Ball ;
- Louis-Robert (1848-1913), peintre, sculpteur et céramiste, directeur artistique de la Manufacture de Choisy-le-Roi ;
- Henriette née en 1850, peintre de fleurs, qui épousa Jules Ponsin, architecte ;
- Pierre (1851-1932), peintre-pastelliste, auteur du panorama de Lourdes, qui épousa Thérèse Duhamel-Surville, petite-nièce de Balzac ;
- Marie née en 1853, qui épousa le sculpteur Joseph Chéret, élève de son père ;
- Jeanne (1854-1919) qui épousa le peintre Théophile Poilpot, et fut présidente de l’Orphelinat des Arts ;
- Clément (1856-1887), ingénieur ;
- Octavie (1857-1942), pianiste renommée.

## Œuvres

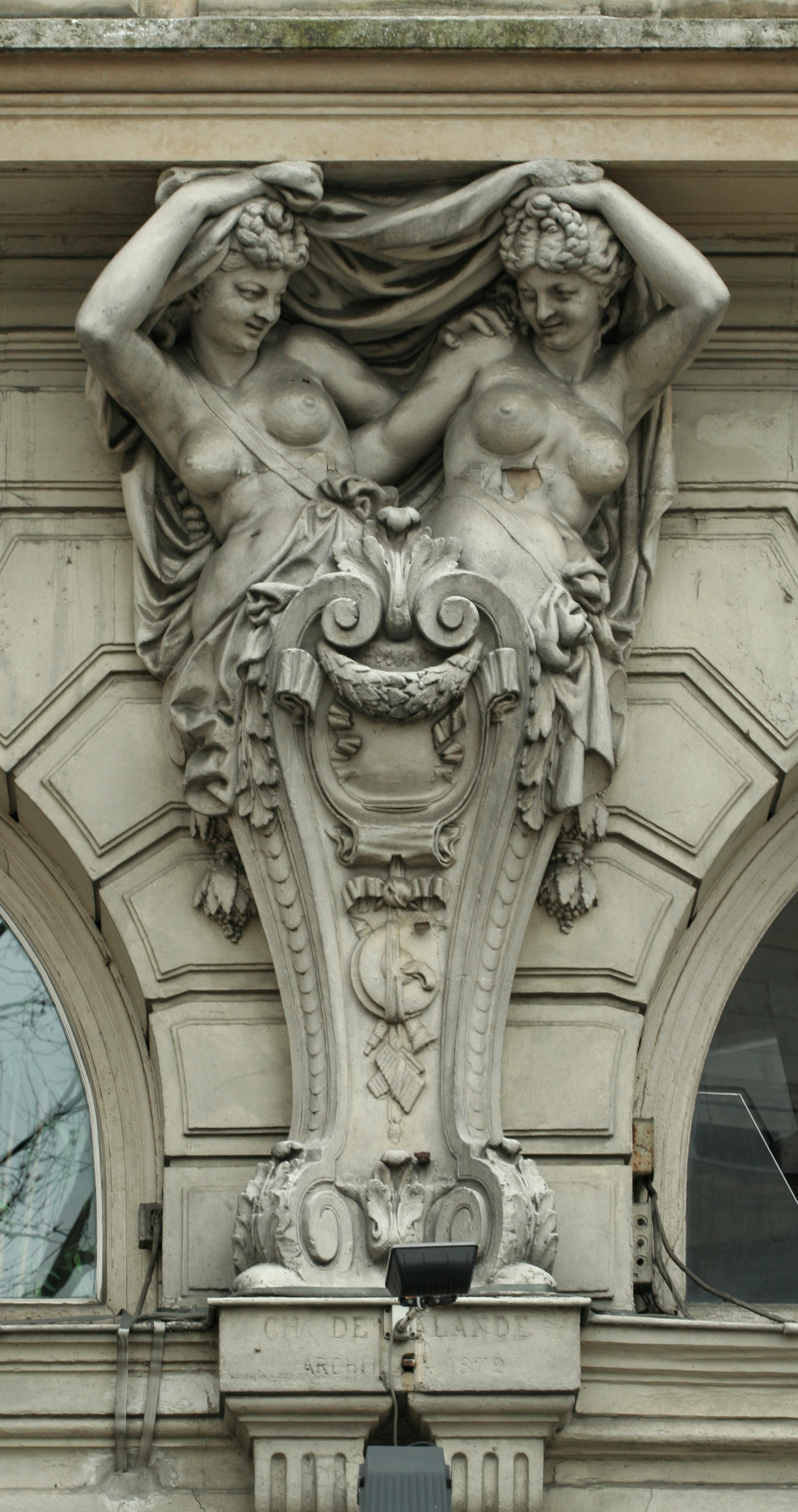
Termes (1873), Paris, théâtre de la Renaissance.

### En Angleterre
- Londres, Victoria and Albert Museum :
  - La Nuit, statuette en terre cuite, vers 1860-1870.
  - L'Amour se confie à l'Amitié, bronze, 1857.

### En Argentine
- Buenos Aires :
  - Cathédrale métropolitaine de Buenos Aires : Mausolée du général José de San Martín, 1879-1880.
  - Place de Mai : Monument au général Manuel Belgrano, inauguré en 1873.

### En Autriche
- Vienne, musée des Arts appliqués (Mak) : Théophile Gautier, 1862, buste de terre cuite, 55 cm.

### En Belgique
- Bruxelles, cimetière de Laeken : Monument funéraire de Louis-Joseph Ghémar, vers 1873[14].

### Aux États-Unis
- Los Angeles, musée d'art du comté de Los Angeles : Aimée Desclée, vers 1874, buste de terre cuite.
- New Orleans, New Orleans Museum of Art : L'Ondine, vers 1865, bronze.
- New York, Metropolitan Museum of ArtLéda et le cygne, vers 1870, terre cuite.
- Pittsburgh, Carnegie Museum of Art : Innocence tourmentée par l'Amour, vers 1871, terre cuite.
- Washington :
  - National Gallery of Art :
    - L'Enlèvement d'Hippodamie, bronze ;
    - Buste fantaisie, représentant une femme voilée (Marguerite Bellanger ?), vers 1865, terre cuite.

  - Maryhill Museum of Art : Diane victorieuse, 1885, marbre blanc.

### En France
- Compiègne, château de Compiègne :
  - Allégorie de la naissance du prince impérial, 1856, modèle en plâtre ;
  - Buste de Napoléon III en Italie, 1859, plâtre original ;
  - Buste en Hermès de Napoléon III à Vichy, 1864, marbre blanc ;
  - La Comtesse de Castiglione en costume de reine d'Étrurie, 1864, plâtre ;
  - Jeune femme avec roses et dentelles, buste de fantaisie en terre cuite ;
  - Buste d'Hortense Schneider, terre cuite ;
  - Buste de fantaisie, Marguerite Bellanger, vers 1886, terre cuite ;
  - La Lecture, vers 1860, bronze.
- Laon, musée d'art et d'archéologie : Vestale voilée, 1859, buste de terre cuite.
- Lille, palais des beaux-arts : Frédéric Kuhlmann, buste en marbre.
- Marseille, musée des beaux-arts : Psyché abandonnée, 1872, marbre.
- Nemours, château-musée : Jean-Jacques Rousseau contemplant une pervenche, 1885, terre cuite, 76 × 28,5 cm, n° inv. 1910.3.1[15].
- Nice : Monument à Masséna, 1868, statue en bronze.
- Paris :
  - musée Carnavalet : 
    - Alexandre Dumas (père), 1885, terre cuite, modèle pour le monument de Villers-Cotterêts.
    - La défense de Paris.

  - musée Bibliothèque de la Comédie Française : 1870, terre cuite, buste de Sophie Croizette.
  - Opéra Garnier : Deux torchères au pied du Grand escalier.
  - musée d'Orsay :
    - Hébé endormie, 1869, marbre ;
    - La Bacchante, 1863, marbre ;
    - Buste de femme portant un diadème, entre 1860 et 1870, buste en terre cuite ;
    - Torchère au tambourin, 1873, modèle en plâtre ;
    - Torchère à la couronne, 1873, modèle en plâtre ;
    - Satyre et Nymphe, vers 1878, terre cuite ;
    - Jeune femme au chapeau orné d’épis de blé, 1865, buste en terre cuite ;
    - Console de l’Hôtel de la Païva, vers 1864, bronze.

  - église Saint-Vincent-de-Paul, chapelle de la Vierge : Vierge à l'Enfant ou Le Messie, 1867
- Saint-Germain-en-Laye, musée d'archéologie nationale : Napoléon III en Italie, 1859, édition en bronze de 1867.
- Saint-Étienne, Hôtel de ville de Saint-Étienne (façade arrière) : Nymphes de la fontaine de l'hôtel de ville[16].
- Vichy, Grand Casino, Charles Badger, 1865) : sculptures de la façade ; Parc des Sources : La déesse des eaux (1867).

### En Italie
- Gênes, Museo-Biblioteca dell'Attore : Adélaïde Ristori dans le rôle de Camma, statuette en plâtre, vers 1857[17].

### En Suisse
- Genève, fondation Walewski Genève : Mademoiselle Rachel chantant la Marseillaise, 1848, plâtre doré, 135 cm.

## Galerie

Œuvres d'Albert-Ernest Carrier-Belleuse
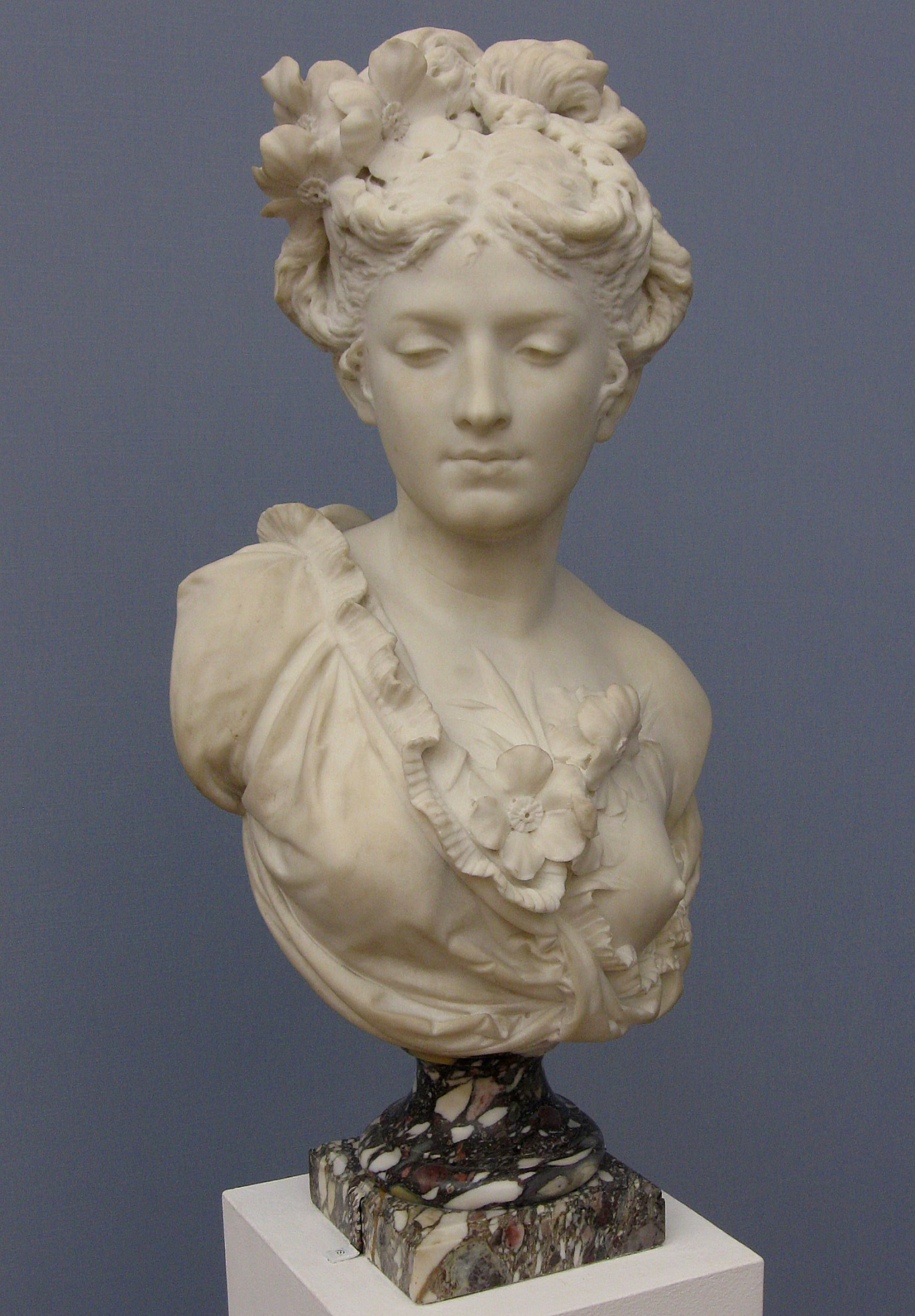
Buste de fantaisie,vers 1870-80, marbre,  Munich, Neue Pinacothek
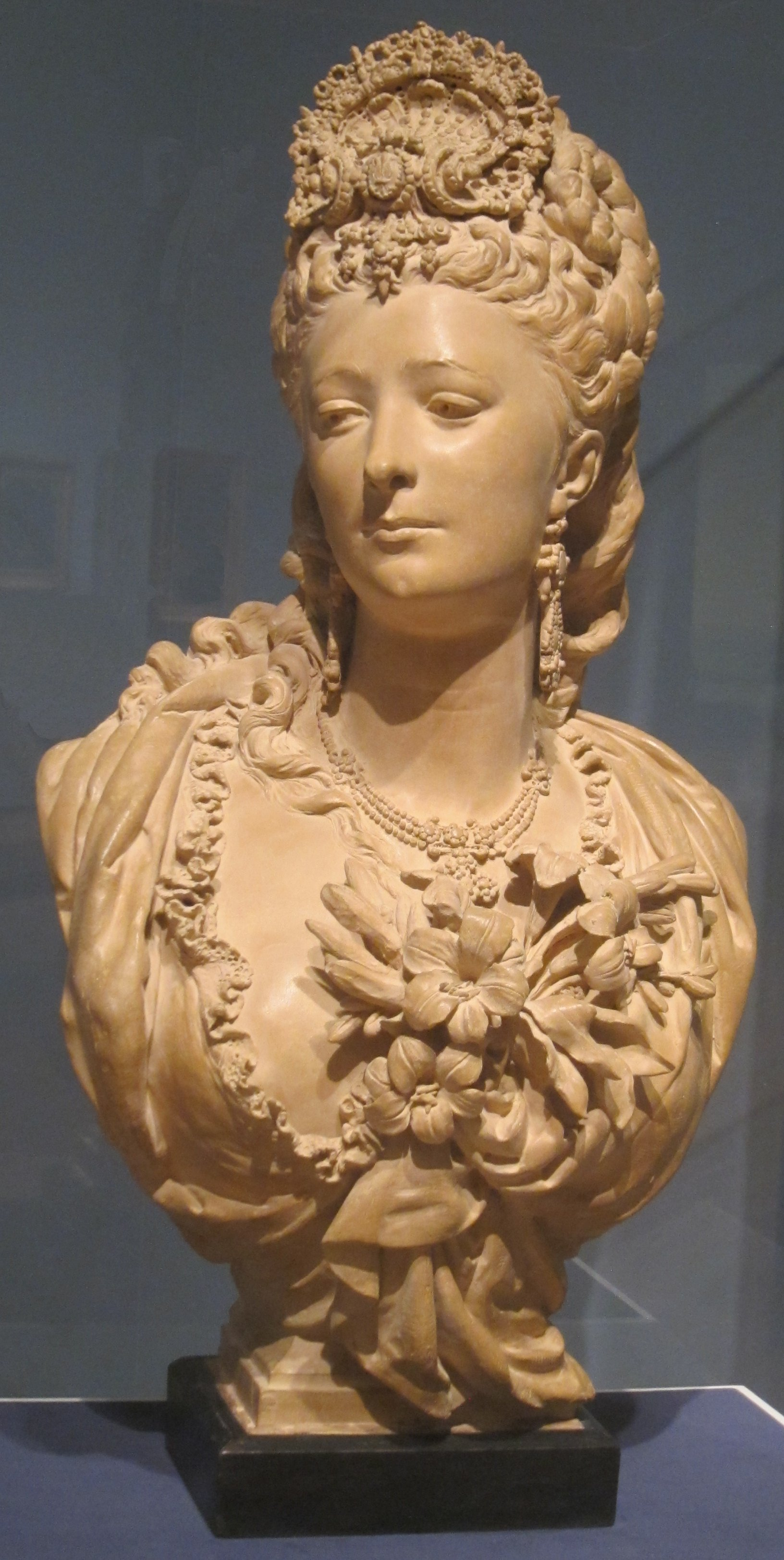
Buste de fantaisie, vers 1865, terre cuite, Cleveland Museum of Art.
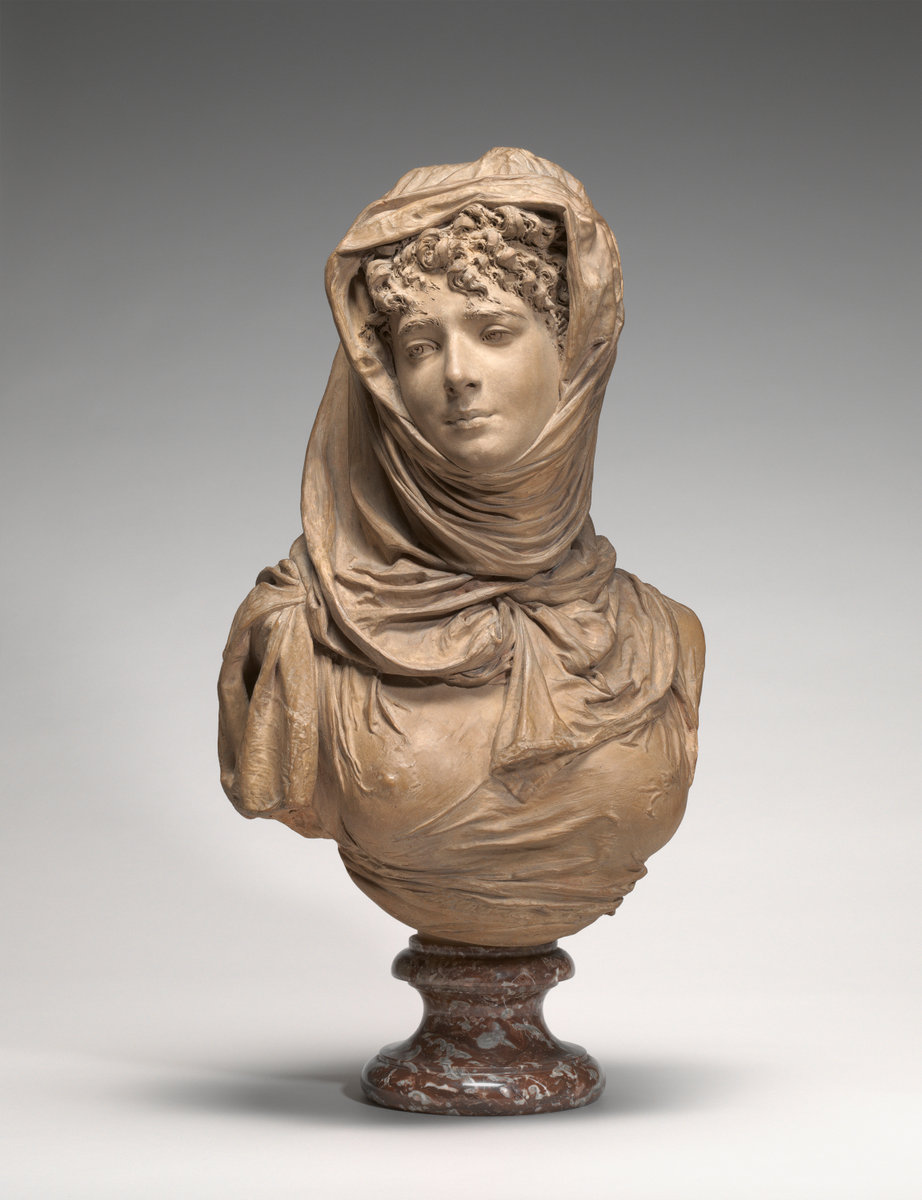
Buste de fantaisie (Marguerite Bellanger), vers 1865, terre cuite, Washington, National Gallery of Art.
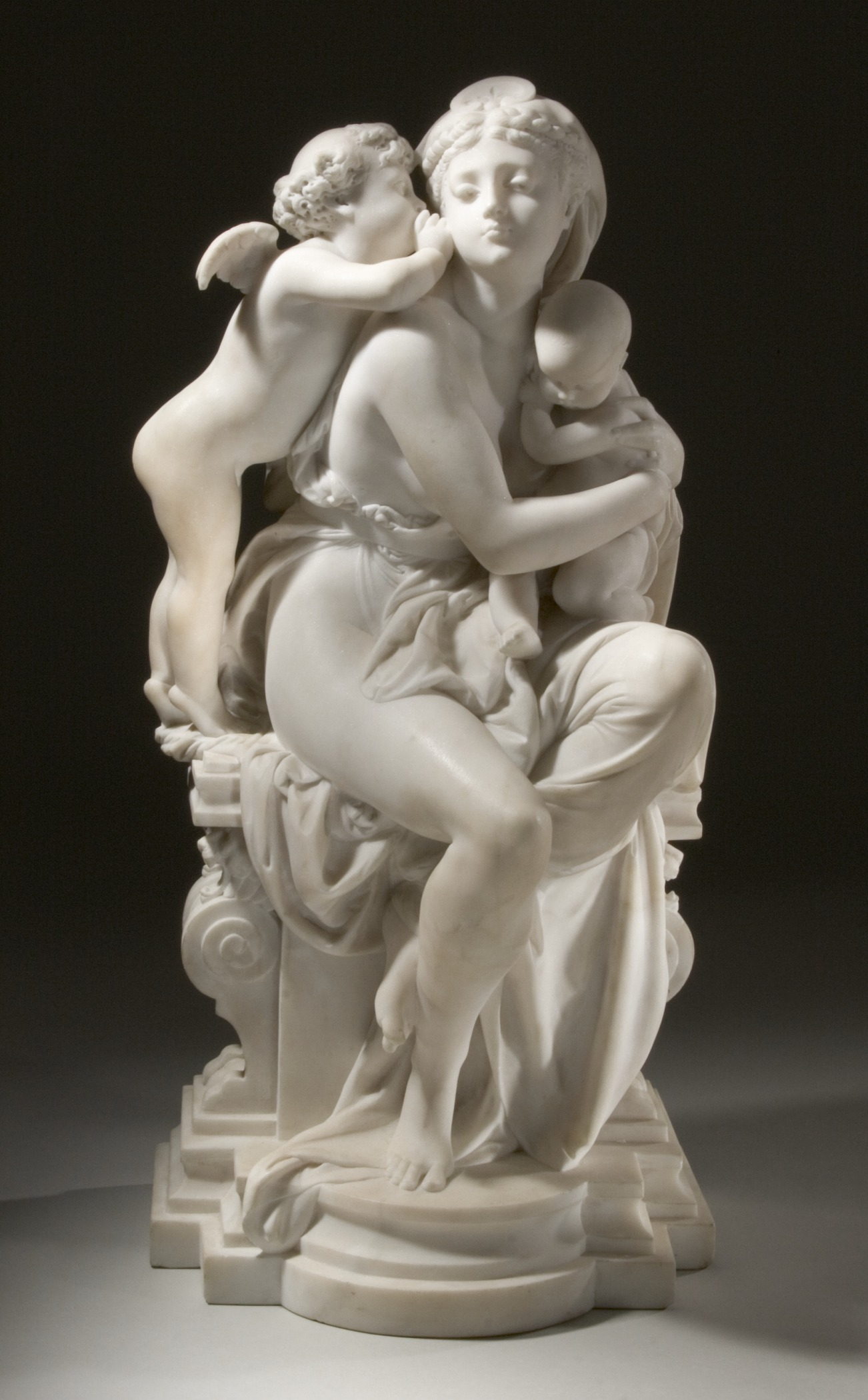
Entre deux Amours; 1867, marbre, musée d'art du comté de Los Angeles.
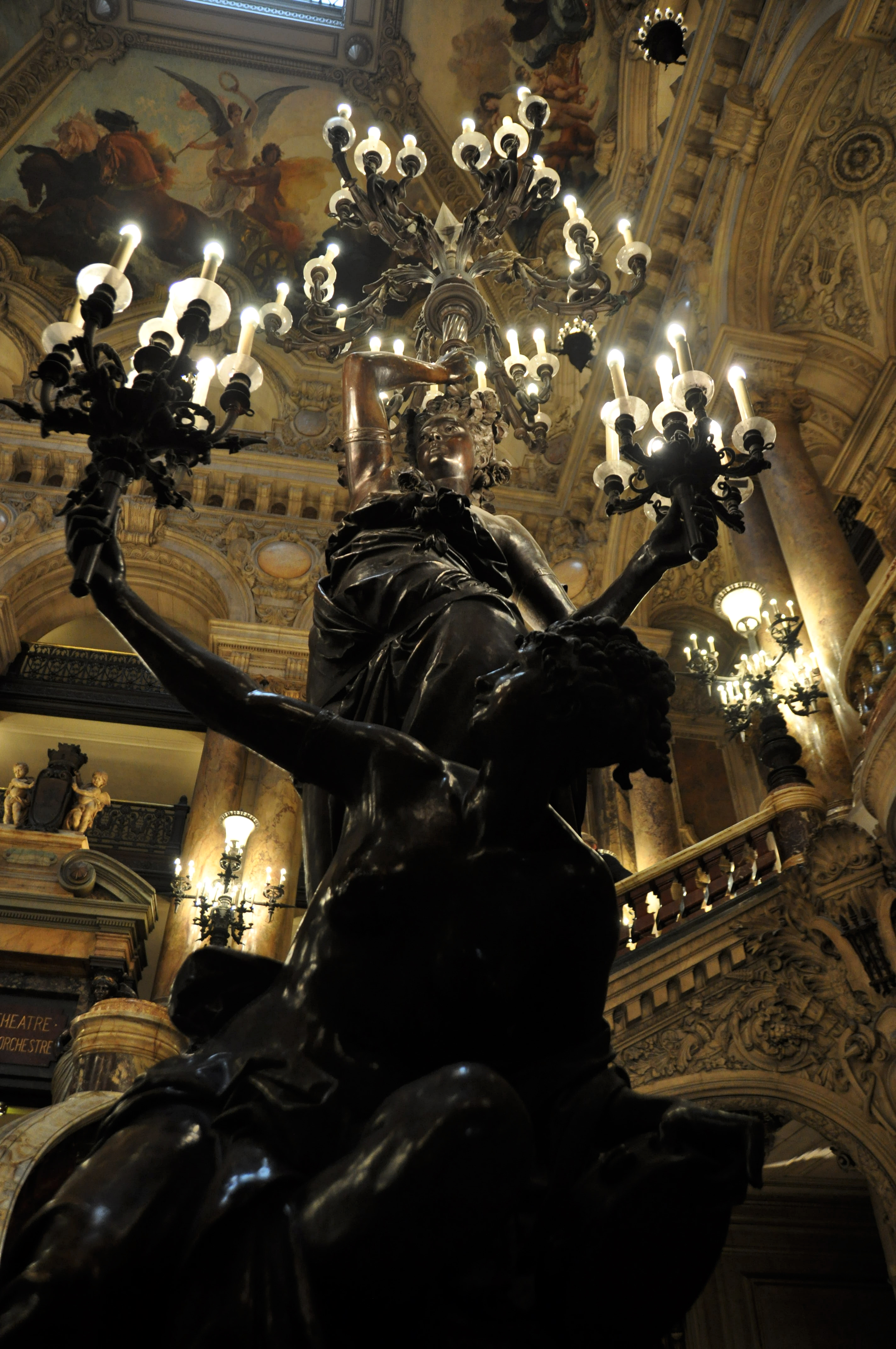
Torchère au tambourin, Paris, escalier d'honneur de l'Opéra Garnier.
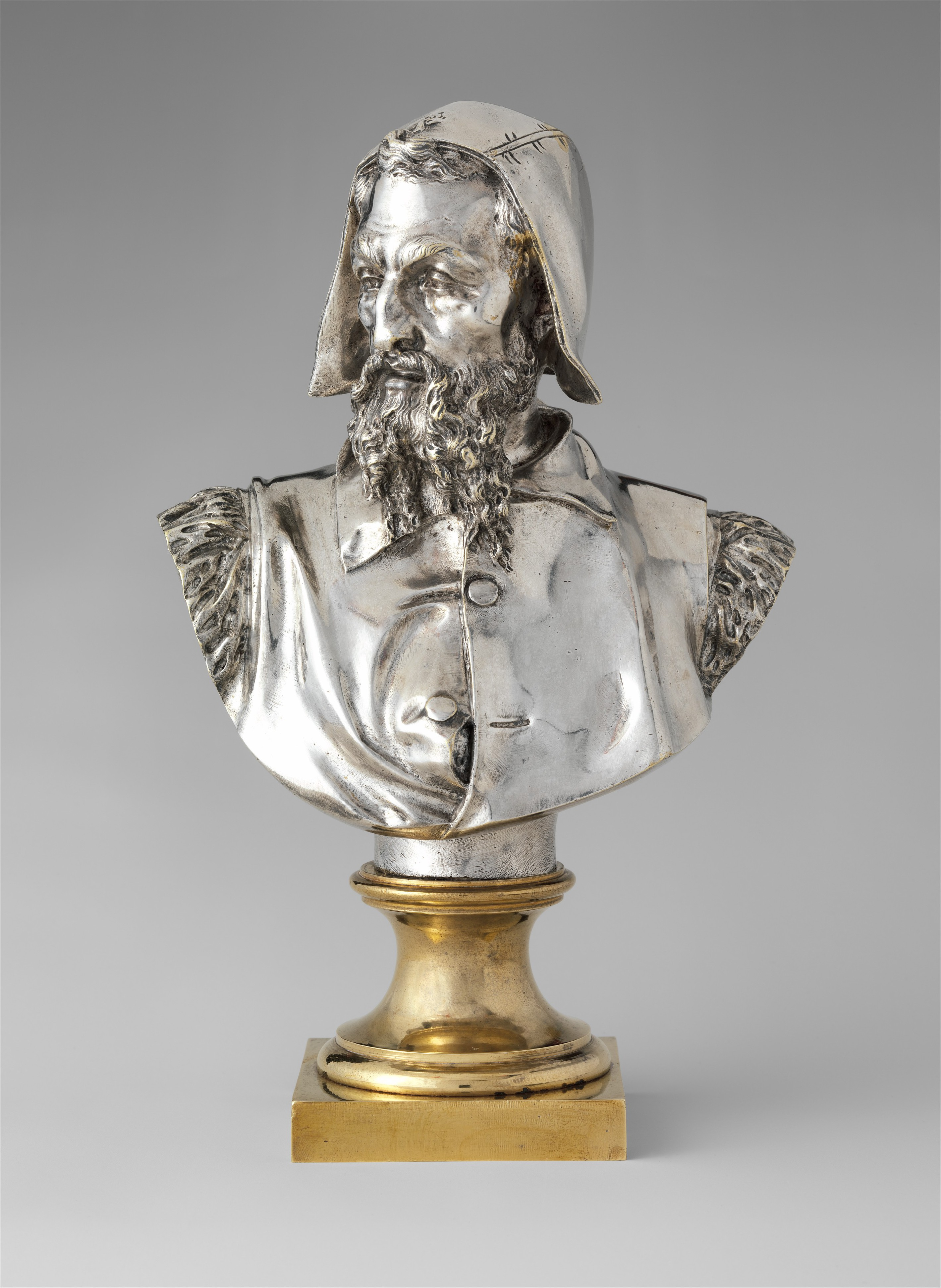
Michel-Ange, avant 1883, bronze argenté, Metropolitan Museum of Art
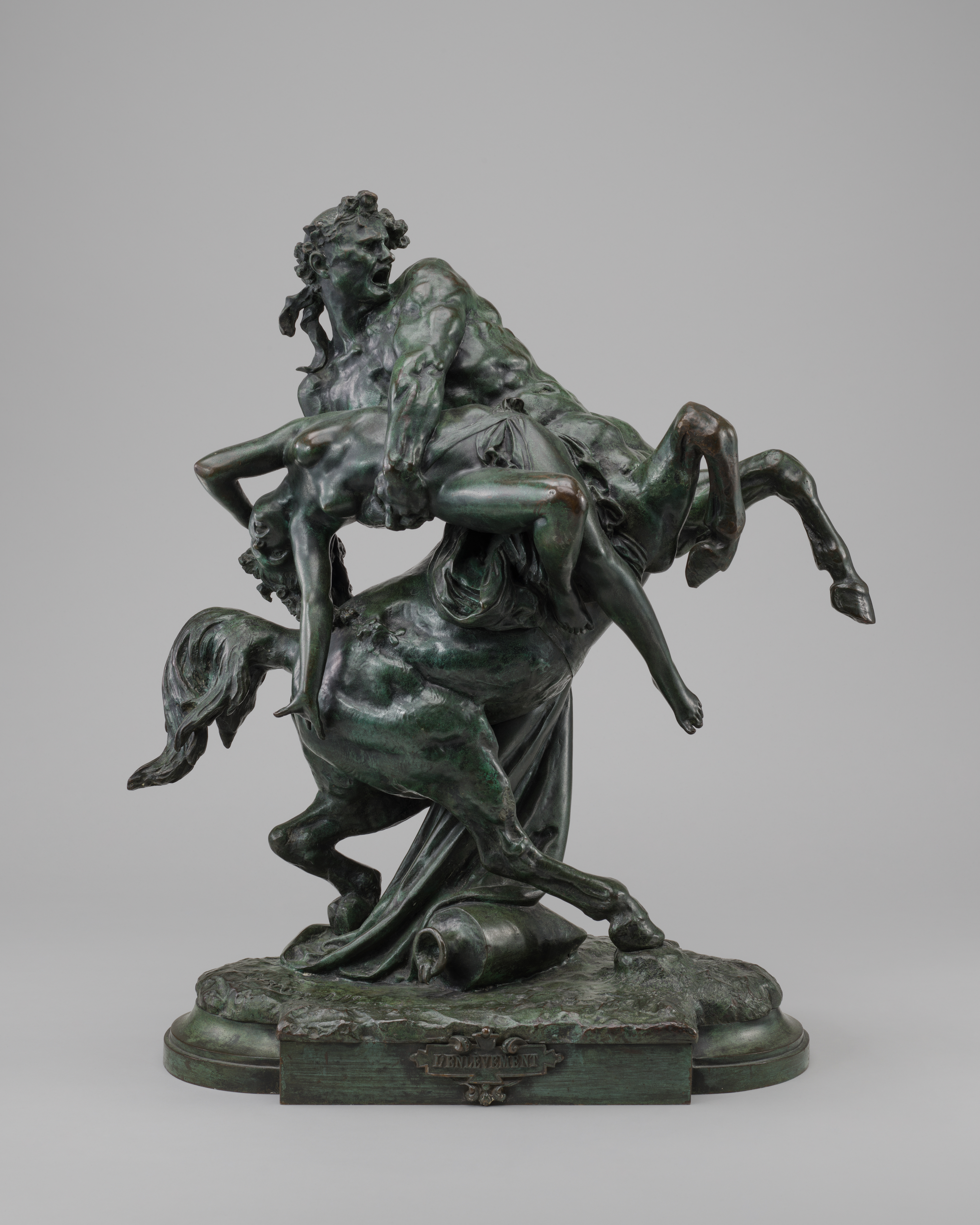
L'Enlèvement d'Hippodamie, bronze, Washington, National Gallery of Art.
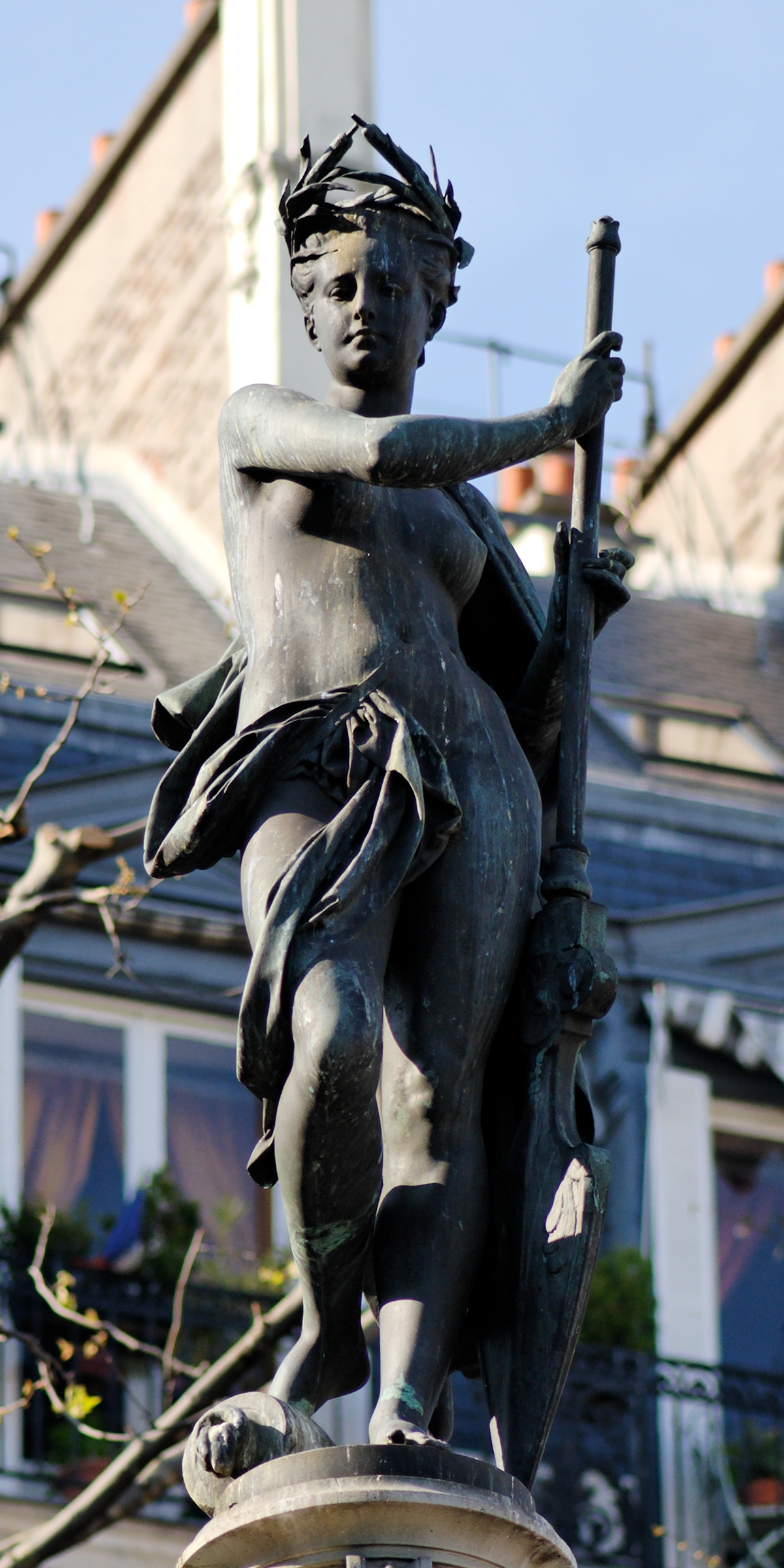
Nymphe maritime couronnant l'une des fontaines du Théâtre-Français à Paris, 1874.
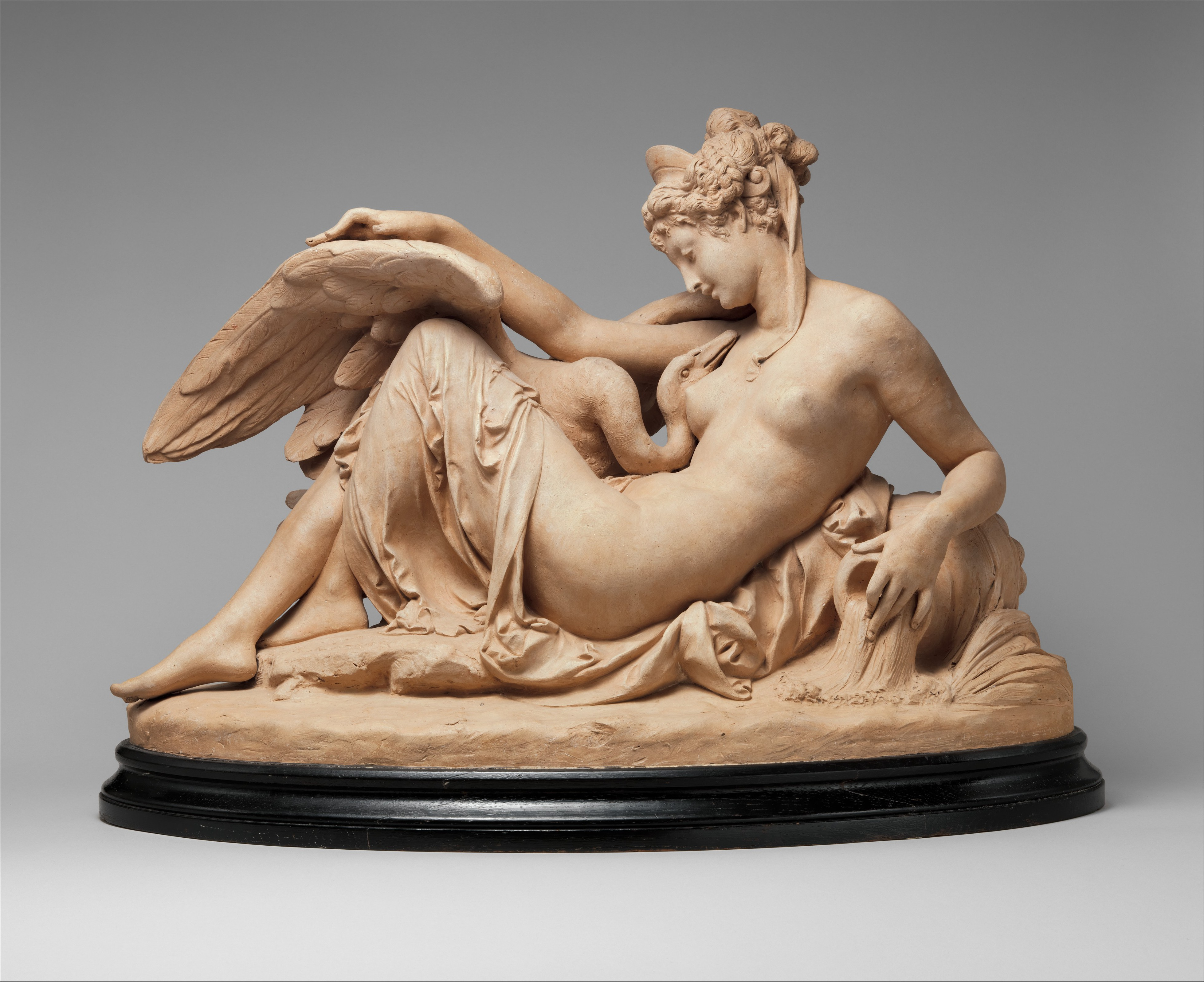
Léda et le cygne, vers 1870, terre cuite, New York Metropolitan Museum of Art.
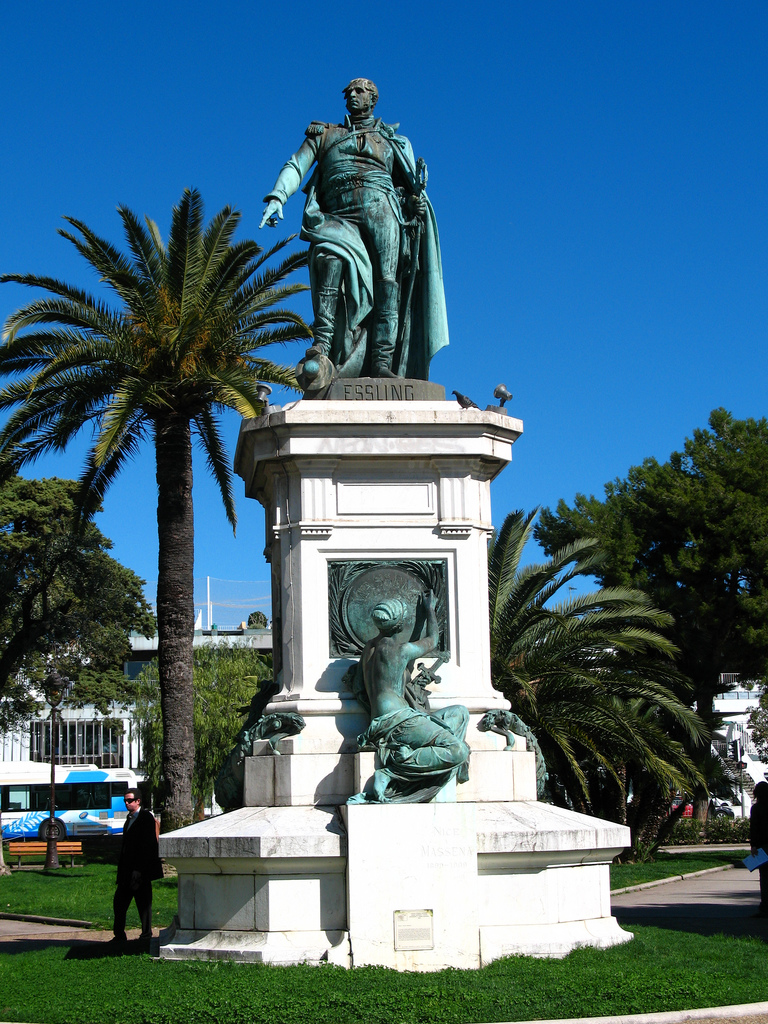
Monument à André Masséna, Nice.
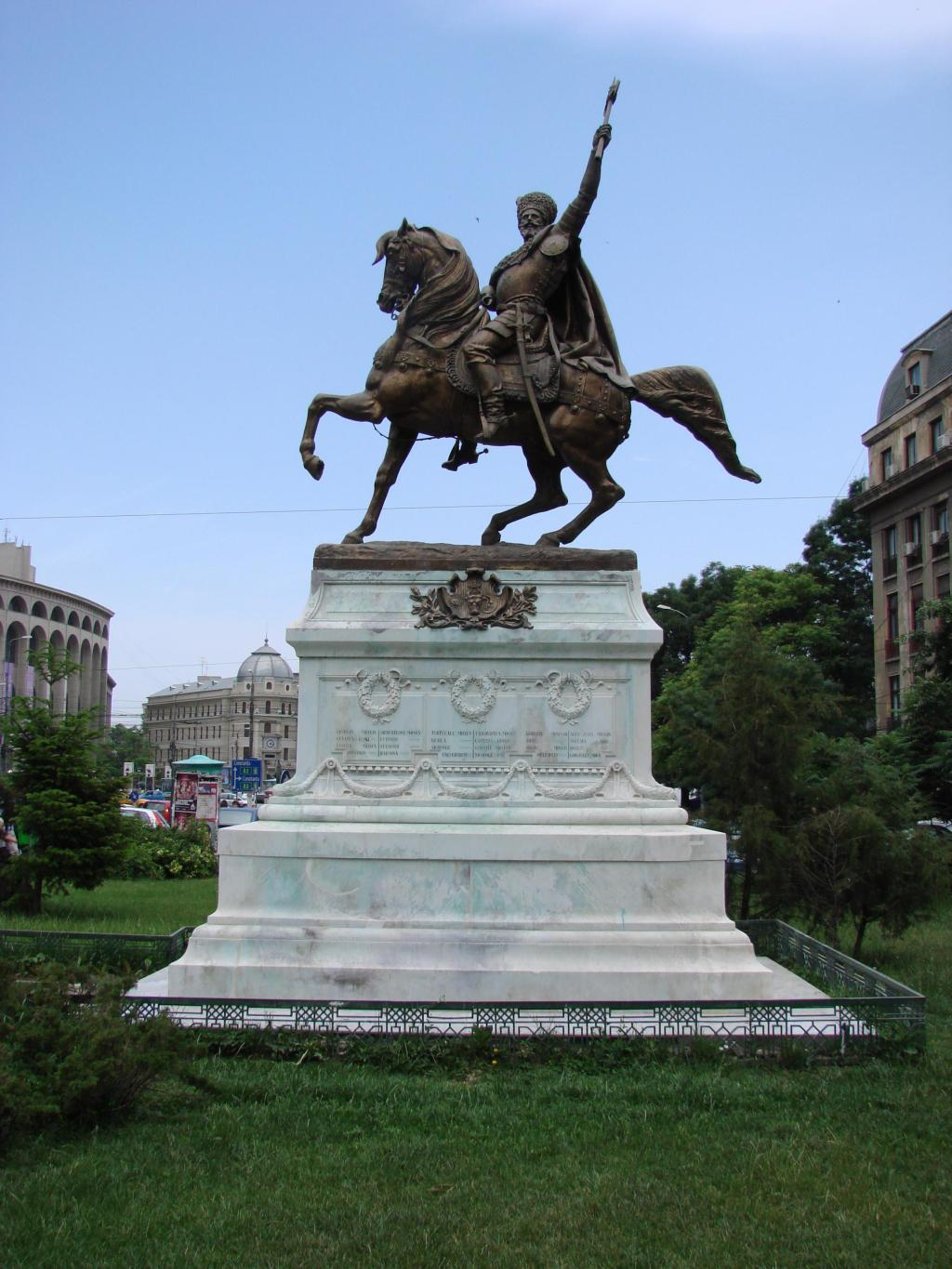
Monument à Michel Ier le Brave, Bucarest.

## Élèves
- Louis-Robert Carrier-Belleuse (1848-1913), son fils.
- Pierre Carrier-Belleuse (1851-1932), son second fils.
- Joseph Chéret (1838-1894), son beau-fils.
- Alexandre Falguière (1831-1900).
- Luca Madrassi (1848-1919).
- Gustave Obiols (1858-?).
- Josep Reynés (1850-1926), sculpteur espagnol, élève de Carrier-Belleuse vers 1873[18].
- Auguste Rodin (1840-1917).

## Expositions
- Du 22 mai au 27 octobre 2014, Carrier-Belleuse, le maître de Rodin, Compiègne, musée national du palais de Compiègne.

## Hommages
Une rue porte son nom dans le 15e arrondissement de Paris. Son nom a également été donné à une école primaire publique à Anizy-le-Château et à un square à Sèvres.

## Honneur
Chevalier de l'ordre de Léopold (Belgique, 9 novembre 1869).

## Iconographie
- François-Nicolas Chifflart, Albert Ernest Carrier-Belleuse, vers 1860, portrait de l'artiste à mi-corps réalisé au fusain rehaussé de blanc, Angers, Musée des beaux-arts
- Honoré Daumier, Portrait en buste de Carrier-Belleuse, vers 1863, esquisse au fusain sur papier vergé, Paris, musée d'Orsay.
- Honoré Daumier, Portrait-charge de Carrier-Belleuse, 1863, lithographie parue dans Le Boulevard du 24 mai 1863, no 21, page 5, Paris, Bibliothèque nationale de France.
- Louis-Robert Carrier-Belleuse, Albert Carrier-Belleuse dans son atelier, 1874, huile sur toile, New York, musée d'art Dahesh.
- Albert-Ernest Carrier-Belleuse, Autoportrait, vers 1875, terre cuite patinée, Boston, Museum of Fine Arts.
- Fernand Cormon, Albert-Ernest Carrier-Belleuse, 1877, huile sur toile, Paris, Petit Palais.
- Auguste Rodin, Buste de Carrier-Belleuse, 1882, terre cuite patinée, Stanford, Cantor Arts Center. Un autre exemplaire en terre cuite patinée se trouve à Paris au musée Rodin. La veuve de Carrier-Belleuse en fit faire un bronze pour orner la tombe de son époux. Une réduction en biscuit fut éditée en 1907 par la Manufacture de Sèvres.
- Charles Paillet, Caricature de Carrier-Belleuse en Messie, 1884, aquarelle, Sèvres, Cité de la céramique.
- Gustave Deloye, Médaille représentant Albert-Ernest Carrier-Belleuse, sculpteur, 1887, bronze, Angers, Musée des beaux-arts.